# René-Martin Pillet
Pour les articles homonymes, voir Pillet.
René-Martin Pillet (1761-1816) est un officier français.

## Biographie
Né à Tours le 12 novembre 1761 (baptisé en la paroisse de Saint-Vincent), il est le fils de René Pillet (dit Pillet-Faucheux, maître charpentier puis propriétaire, et de Marie Anne Catherine Faucheux. Pendant la Révolution, son père exerce la fonction d'officier municipal (1791-1792).
Destiné "à l'étude des loys", il fait ses études au Collège royal des Prêtres de l'Oratoire de Tours. En 1781, il est à Paris où il entre chez un procureur pour parfaire sa formation. 
En 1787, lors du premier exil du Parlement de Paris, il est "indigné de l'audace avec laquelle les Ministres avaient enlevé à la Nation ses juges" : il fait imprimer un pamphlet qui connaît un certain succès.
En 1789, il est élu "commandant" du "Corps armé des Clercs de la Bazoche" formé de 1800 juges gens prêts à défendre l'Assemblée Constituante. Le corps est dissous le 19 juin 1790.

## Une vie mouvementée
Le 24 juin 1790, il est nommé capitaine aide-de-camp de La Fayette, commandant de la Garde Nationale : Bailly lui annonce cette promotion par un courrier dans lequel il remercie Pillet des services rendus "à la cause de la Liberté, à l'Assemblée Nationale, et surtout à la Ville de Paris, en protégeant ses subsistances".
En 1791, lorsque La Fayette abandonne le commandement de la Garde Nationale, René Martin Pillet devient "lieutenant-colonel à la suite du 104e régiment". Il est affecté à l'armée de la Meuse, puis à celle du Nord en qualité de commissaire des guerres. 
En août 1792, il est arrêté en même temps que La Fayette qui vient de quitter Sedan. Il est fait prisonnier et est conduit à Nivelles, puis à Anvers. Il s'évade, gagne la Hollande puis l'Angleterre. Ne pouvant rentrer en France où il serait condamné à mort, il part pour les États-Unis. L'administration du district de Tours inscrit son nom sur la liste des émigrés (8 février 1793).
Aux États-Unis, il s'installe à Philadelphie et survit en donnant des cours de français aux filles d'une "personnalité" non identifiée puis en devenant négociant. En 1796, il devient officiellement citoyen américain. À ce titre, il obtient un passeport qui lui permet de revenir en Europe : il débarque à Hambourg le 28 mars 1797.
Le 4 mai 1797, il obtient une "commission d'employé d'administration à la suite de l'armée du Rhin et Moselle" (il y est "agent en chef des hôpitaux"). En 1797 et 1798, il voyage assez librement entre Paris et Hambourg où il se livre à des "opérations mercantiles". De là, il écrit également beaucoup, comme membre de la Société Philanthropique.
En 1799, il est arrêté à Paris (pour avoir tenu des "propos menaçants contre le Directoire") et emprisonné à Pélagie. Ses anciens amis du Club de la Bazoche, ses amis parisiens et tourangeaux (au nombre desquels les députés Chalmel, Japhet, Texier-Olivier et Riffault) se démènent pour le faire libérer et rayer de la liste des émigrés : il est libéré le 20 avril 1800.
Le 1er décembre 1800, il prend le commandement d'un bataillon expéditionnaire et part pour la Guadeloupe (février 1801). Rentré en France le 1er juillet 1802, il est affecté à Lille. 
Appelé par Berthier, il est affecté à son État-Major, à la Grande Armée jusqu'au 12 février 1807 en qualité de lieutenant-colonel.  
Envoyé au Portugal, il est grièvement blessé à la bataille de Vimeiro et fait prisonnier le 21 août 1808. Il est conduit en Angleterre et enfermé dans les pontons dont il ne rentre que le 15 mai 1814. En janvier 1815, il est autorisé à prendre le grade honorifique de maréchal de camp. 
En 1815, il commence à écrire un ouvrage dans lequel il raconte son expérience. Épuisé par ses années de détention, il meurt à Paris le 28 avril 1816 chez lui au no 5 de la rue des Marmousets. Il était officier de la Légion d'honneur et chevalier de Saint-Louis.

## Famille
Il avait épousé le 31 août 1803 à Paris, Honorine Marie Roussel de la Guéritaude, la fille des amis parisiens chez lesquels il avait trouvé refuge en 1798-1799. Ils ont deux enfants, René-Jean, né le 3 octobre 1804 à Paris et Honorine Clotilde, née le 1er septembre 1806. Son épouse est morte avant son retour en France, le 10 février 18013 à Paris.
La sœur de René-Martin Pillet, Anne Louise Pillet épouse en janvier 1792 Pierre Alexandre Choisnard, qui sera receveur des impôts à Tours. Leur fille Anne Choisnard épouse en février 1816 Jean-Charles Raverot, le fils d'un des créateurs du musée des beaux-arts de Tours, Jean-Jacques Raverot. Jean-Charles Raverot sera conservateur du musée, comme son père avant lui et son grand-père, Charles-Antoine Rougeot.

## Les pontons en Angleterre
Sur les conditions de détention des prisonniers de guerre en Angleterre, le maréchal de camp Pillet a écrit un ouvrage très complet et très précis .Il  avait vécu cette situation dans ce pays comme prisonnier, et son livre a contribué  à véhiculer  une image très noire des pontons et plus généralement sur les institutions anglaises .Peut-être les pontons britanniques ont-ils pâti de la mauvaise réputation des pontons espagnols de l’île de Cabrera et de ceux de Cadix, où furent incarcérés des soldats français après la capitulation de Baylen.Mais cette situation n’était pas une spécialité britannique.
Pendant la période napoléonienne, le mot ponton, en anglais « hulk » recouvre plusieurs acceptions : « lazaretto » (hôpital de quarantaine, isolation de malades), « powder hulk » (stockage de poudre), « sheer hulk » (pontons à mâter), « receiving ships » (pour prisonniers en transit) et enfin les « prison ships » ou prisons flottantes, que l’on désigne habituellement sous le nom de pontons. Sous l’Empire, le mot ponton n’a pas, dans le langage courant, le sens de prison flottante. Depuis la 1re édition de 1694, il figure dans le Dictionnaire de l’Académie avec le sens de pont flottant ou d’ouvrage servant au radoub des navires ou au nettoyage des ports. Ce n’est qu’en 1835, dans sa 6e version et donc très tardivement, que le Dictionnaire introduit une définition supplémentaire du mot ponton :« Il se dit aussi de vieux vaisseaux rasés, qui servent à plusieurs usages dans les ports. On renferma les prisonniers dans un ponton. »
À la fin des hostilités, les Britanniques administrent une cinquantaine de pontons, essentiellement sur la côte sud, à Plymouth et Portsmouth, et sur le fleuve Mersey à Chatham, localité du Kent située à 50 km à l’est de Londres. Dans cette ville, les « prison ships » sont au nombre de treize pendant la période napoléonienne. Pour la moitié, il s’agit de navires hollandais dont l’un porte le nom de Vryheid, incongruité pour une prison car ce mot signifie Liberté en vieil hollandais  ! Parmi les navires construits en Angleterre figure le Brunswick, vaisseau de 74 canons, autrement dit un deux-ponts, qui naviguera 1790 à 1812, année où il sera recyclé en ponton.. 

## Auteur
- L'Angleterre, vue à Londres et dans ses provinces,  EO Paris, imprimerie Alexis Emery, 1815.

## Source
- Albert Philippon, « Le maréchal de camp R-M Pillet », Bulletin de la Société d'Archéologie de Touraine, 1963, p. 266-271.
- Patrick Le Carvèse, « Les prisonniers français en Grande-Bretagne de 1803 à 1814. Étude statistique à partir des archives centrales de la Marine », Napoleonica. La Revue, (No 8), Février 2010, p. 3-29.
- Notices d'autorité :   - VIAF
  - IdRef
  - Israël
- Ressource relative à la vie publique :   - base Léonore

1. ↑  « https://francearchives.fr/fr/file/ad46ac22be9df6a4d1dae40326de46d8a5cbd19d/FRSHD_PUB_00000355.pdf »